# Verzorgingsplaats Nijpoort
Verzorgingsplaats Nijpoort is een Nederlandse verzorgingsplaats, gelegen aan de westzijde van A27 Almere-Breda tussen afritten 32 en 31 in de gemeente De Bilt. Nijpoort was lange tijd bekend als homo-ontmoetingsplaats, tot de plaatsing van een geluidswal. 
Tegenover deze verzorgingsplaats ligt aan de andere kant verzorgingsplaats Voordaan.
Richting Almere:
Kalix Berna · 
De Keizer · 
Blommendaal · 
De Knoest · 
Voordaan · 
Eemakker
Richting Breda:
't Veentje · 
Nijpoort · 
De Kroon · 
Scheiwijk · 
Hank · 
Galgeveld